# Wereldkampioenschappen schermen 1992
De 41ste wereldkampioenschappen schermen werden gehouden in Havana, Cuba, op 10 juli 1992. De organisatie lag in de handen van de FIE. Op het programma stond het onderdeel dat niet werden gehouden op de Olympische Zomerspelen 1992.

## Medailles

### Vrouwen
| Onderdeel         | Goud | Goud                                                       | Zilver | Zilver                                                                | Brons   | Brons                                                  |
| ----------------- | ---- | ---------------------------------------------------------- | ------ | --------------------------------------------------------------------- | ------- | ------------------------------------------------------ |
| Degen individueel | HUN  | Mariann Horváth                                            | FRA    | Sophie Moressée-Pichot                                                | NED RUS | Pernette Osinga Marija Mazina                          |
| Degen team        | HUN  | Mariann Horváth Marina Várkonyi Tímea Nagy Zsuzsanna Szőcs | GER    | Renate Riebandt-Kaspar Dagmar Ophardt Imke Duplitzer Eva-Maria Ittner | ITA     | Laura Chiesa Elisa Uga Corinna Panzeri Saba Amendolara |

### Medaillespiegel
| Plaats | Land      | Goud | Zilver | Brons | Totaal |
| 1      | Hongarije | 2    | 0      | 0     | 2      |
| 2      | Frankrijk | 0    | 1      | 0     | 1      |
| 3      | Duitsland | 0    | 1      | 0     | 1      |
| 4      | Italië    | 0    | 0      | 1     | 1      |
| 4      | Nederland | 0    | 0      | 1     | 1      |
| 4      | Rusland   | 0    | 0      | 1     | 1      |
| Totaal | Totaal    | 2    | 2      | 3     | 7      |